# Сельмира ду Сакраменту

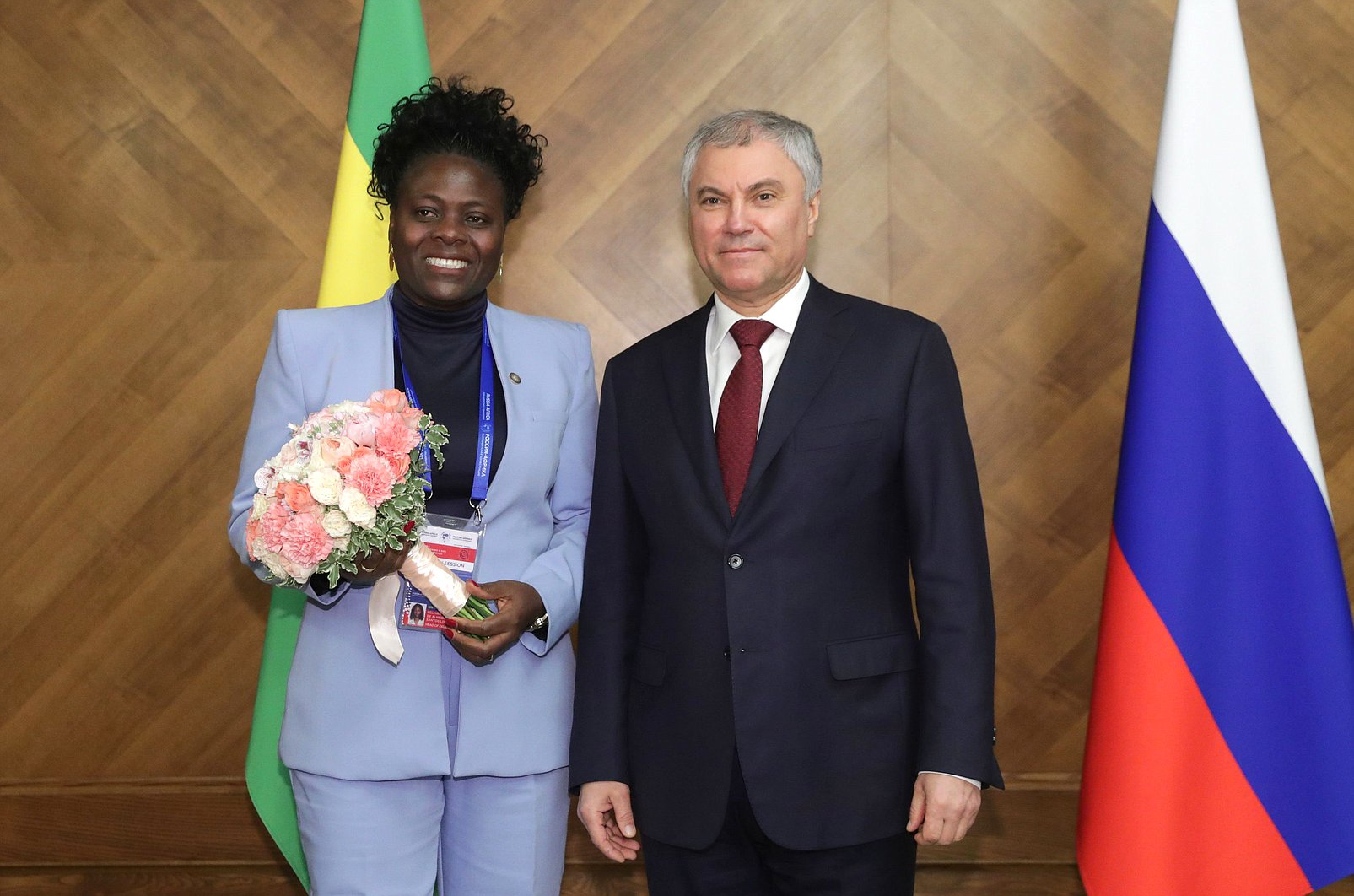
Встреча Сельмиры ду Сакраменту с Председателем Госдумы РФ В. В. Володиным, Москва, март 2023

Сельмира Альмейда ду Сакраменту душ Сантуш Лоуренсу (порт. Celmira de Almeida do Sacramento dos Santos Lourenço ; 1975, Португальские Сан-Томе и Принсипи) — политический деятель республики Сан-Томе и Принсипи, председатель Национальной ассамблеи Сан-Томе и Принсипи с 8 ноября 2022 года.

## Биография
По специальности биолог. В 2010 году была избрана депутатом в Национальную ассамблею Страны от округа Ми-Сочи, переизбиралась в 2014, 2018 и 2022 годах. С 2014 по 2018 год была президентом Ассоциации женщин-парламентариев, с 2018 по 2022 год возглавляла парламентскую комиссию ассамблеи Сан-Томе и Принсипи. После выборов 2022 года была одной из восьми женщин, избранных в парламент страны из 55 депутатов.
В октябре 2020 года была избрана заместителем генерального секретаря партии Независимое демократическое действие. Партия выиграла выборы в законодательные органы 2022 года, и лидер партии Патрис Тровоада был избран премьер-министром Сан-Томе и Принсипи.
8 ноября 2022 года ду Сакраменту была избрана председателем Национальной ассамблеи и стала второй женщиной, занявшей эту должность после поэтессы Алды Невес да Граса ду Эспириту-Санту (1980—1991), и первой демократически избранной на этот пост. После избрания заявила, что своей ключевой задачей считает «согласованный пересмотр Конституции» с целью реформирования Ассамблеи.